# Zephyranthes moctezumae
Zephyranthes moctezumae là một loài thực vật có hoa trong họ Amaryllidaceae. Loài này được T.M.Howard miêu tả khoa học đầu tiên năm 1996.